# District de Châu Phú
An Phú est un district de la province d'An Giang du sud-est du Viêt Nam. 

## Géographie
La superficie de Châu Phú est de 426 km². 
Le chef lieu du district est Cái Dầu.